# Benoît Potier
Benoît Thierry Potier (* 3. September 1957 in Mülhausen) ist ein französischer Industriemanager. Er ist seit 2006 Verwaltungsratsvorsitzender (Chairman) der Air Liquide S.A. und war bis 2022 zugleich Vorstandsvorsitzender (CEO) des Unternehmens.

## Leben
Der Sohn des Bankdirektors Jean-Louis Potier und der Denise, geb. Mosmann, besuchte das Lycée privé Sainte-Geneviève in Versailles. Nach dem Schulabschluss nahm er ein Studium der Ingenieurwissenschaften an der Pariser École centrale des arts et manufactures auf, das er mit dem Diplom abschloss. Später folgte ein weiteres Studium an der INSEAD.
Potier trat 1981 als Ingenieur in die Forschungs- und Entwicklungsabteilung von Air Liquide ein und wechselte 1985 in die Abteilung für Anlagenbau. Ab 1988 übernahm er leitende Funktionen innerhalb des Unternehmens. Er wurde 1993 Direktor für Strategie und Organisation, 1994 Direktor für die Rohstoffmärkte und erhielt im Jahr darauf als Vizepräsident (Président Directeur Général) geschäftsführende Befugnisse über die Abteilung für Anlagenbau. Zugleich wurden ihm Aufgaben für das operative Geschäft in Europa übertragen.
Ab 1997 war er Leitender Vizepräsident und ab 2000 Vorstandsmitglied der Air Liquide-Unternehmensgruppe, deren Vorstandsvorsitz er im Mai 2006 übernahm. Daneben ist er Mitglied in zahlreichen Aufsichtsräten. Mit der Einführung einer Doppelspitze durch Trennung der Funktionen des Verwaltungsratsvorsitzenden (Chairman) und des Chief Executive Officers (CEO) wurde er am 1. Juni 2022 von François Jackow als CEO der Air Liquide abgelöst. Die Funktion als Chairman des Unternehmens übt er weiterhin aus.

## Ehrungen
- Ritter der Ehrenlegion[3]
- Träger des Ordre national du Mérite